# Six millions de crucifixions
Six Million Crucifixions: How Christian Teachings About Jews Paved the Road to the Holocaust (Six millions de crucifixions : comment les enseignements chrétiens concernant les Juifs ont ouvert la voie à la Shoah) est un livre d'histoire publié en 2010 par Gabriel Wilensky. Le livre examine le rôle joué par les enseignements chrétiens qui ont permis l'antisémitisme exterminationniste conduisant à la Shoah.    
Dans Six Million Crucifixions, Wilensky soutient que, dès les tout débuts du mouvement chrétien, est apparue une attitude de mépris à l'égard des Juifs et du judaïsme, qui au cours du temps s'est transformée en une véritable haine. Pour Wilensky, ce sont ces bases qui ont rendu les différents peuples d'Europe finalement réceptifs au message génocidal des nazis et qu'un nombre important d'entre eux ont été des collaborateurs volontaires dans l'extermination des deux tiers des Juifs d'Europe.  
Le livre conclut en affirmant qu'à la suite de la victoire des Alliés contre les nazis, les Alliés auraient dû juger tous les membres du clergé chrétien qui ont pu être complices dans les crimes du Troisième Reich et de ses alliés avant, pendant et après la guerre.

## Aperçu
Six Million Crucifixions possède un avant-propos du spécialiste de la Shoah, John K. Roth, qui écrit : « Actuellement de nombreux livres écrits par des Chrétiens, des Juifs et d'autres, ont reproché à la chrétienté ses nombreux manquements avant, pendant et après la Shoah, mais peu ont frappé aussi fort que Wilensky. ».
Le livre est divisé en cinq parties. 
- La première partie donne un bref aperçu de certains évènements clés dans l'histoire des relations judéo-chrétiennes, de la période du Christ jusqu'à la fin de la Seconde Guerre mondiale.
- La seconde partie décrit explicitement et discute le phénomène de l'antisémitisme chrétien.
- La troisième partie expose le rôle des Églises protestante et catholique pendant la période nazie et au-delà.
- La quatrième partie comporte une brève introduction sur certains concepts légaux et fournit un aperçu des actes criminels dont les clergés catholique et protestant, ainsi que les Églises en tant qu'institution ont pu se rendre coupables. Elle fournit aussi des preuves qui auraient pu être utilisées pour une mise en accusation, si les Alliés avaient décidé de lancer d'autres procédures internationales à la fin de la Seconde Guerre mondiale.
- L'épilogue couvre les évènements postérieurs à la guerre, mentionnant les pas positifs pris par les églises protestantes et catholiques après le IIe concile œcuménique du Vatican.

Deux appendices fournissent une liste des déclarations anti-juives par de nombreux papes tout au long de l'histoire, ainsi qu'une liste des bulles pontificales anti-juives. 

## Thèmes principaux

### Les conséquences des enseignements anti-juifs dans la chrétienté
Wilensky consacre une partie importante de Six Million Crucifixions à décrire la genèse et l'évolution du sentiment anti-juif dans la chrétienté. Il décrit en détail comment le sentiment d'animosité a commencé tout au début de la secte chrétienne et comment il s'est développé au cours du temps en une haine véhémente. Le livre explique comment ce sentiment devint une partie des écrits fondateurs et des enseignements de l'Église catholique et de fait un aspect fondamental de l'Église primitive. Six Million Crucifixions montre comment l'animosité anti-juive émanant de tous les niveaux de la hiérarchie de l'Église modela l'image que le fidèle chrétien se fait des Juifs, qui au cours du temps devint systématiquement négative.
Six Million Crucifixions souligne le fait que même si tous les chrétiens pendant la période nazie n'étaient pas activement antisémites, la plupart étaient au minimum des spectateurs passifs pendant les persécutions et l'extermination des Juifs. Le père John T. Pawlikowski, directeur du programme d'Études judéo-chrétiennes à la Catholic Theological Union de Chicago, a ainsi formulé : « Le christianisme a fourni le terreau – au moins pour l'approbation durant les attaques contre les Juifs. » S'il applaudit les efforts du pape Jean-Paul II pour la reconnaissance des fautes de l'Église, il est beaucoup plus critique de son successeur, Benoît XVI, qui « explique le nazisme comme un phénomène néo-païen, minimisant le rôle central des enseignements de l'Église sur les Juifs et le judaïsme, en tant que terreau pour l'implantation populaire de cette idéologie ».  
Wilensky note que, même si de nombreux chrétiens n'étaient pas d'accord avec l'extermination des Juifs comme moyen pour résoudre la « Question juive », ils sont restés de passifs spectateurs car comme héritiers de siècles d'enseignements anti-juifs, ils pensaient que les Juifs étaient coupables d'un grand nombre de crimes et donc méritaient un châtiment, ou qu'il y avait une nécessité d'agir ainsi en légitime défense contre ce qu'ils percevaient être une menace juive. Comme la Conférence des évêques catholiques des États-Unis l'a reconnu : «  L'antijudaïsme chrétien a posé les bases de l'antisémitisme racial et génocidal en stigmatisant non seulement le judaïsme mais les Juifs eux-mêmes, en les désignant à l'opprobre et au mépris ».
Wilensky s'intéresse aussi à ceux qui ont combattu la persécution des Juifs et ont aidé à les sauver. En particulier, il reconnait l'action du peuple danois qui permit de sauver la grande majorité des Juifs de ce pays. Wilensky note aussi qu'après le IIe concile œcuménique du Vatican en 1965, les Églises catholique et protestante ont fait des progrès importants en corrigeant ces problèmes et en encourageant une meilleure compréhension et une meilleure acceptation du judaïsme à l'intérieur de la communauté chrétienne.

### Mise en accusation de l'Église
L'autre thème majeur de Six Million Crucifixions est judiciaire. Comme Michael Berenbaum, directeur du Sigi Ziering Institute à l'université juive américaine de Los Angeles le fait remarquer, Six Million Crucifixions est une mise en accusation des Églises catholique et protestante, principalement l'Église catholique. Wilensky indique qu'après la Seconde Guerre mondiale, les Alliés auraient dû mettre en place un autre procès international pour juger les membres du clergé coupables d'incitation à la persécution ou directement de persécution des Juifs avant, pendant et après la guerre.  Le livre présente des preuves qui auraient pu être utilisées dans une mise en accusation si les Alliés avaient décidé d'un tel procès.

## Réception critique
Six Million Crucifixions a été dans l'ensemble bien perçu par les médias et par les spécialistes de la Shoah, ainsi que par la majorité des lecteurs. Eugene J. Fisher, ancien directeur associé du Secrétariat pour les affaires œcuméniques et interreligieuses à la Conférence des évêques catholiques des États-Unis est d'accord sur le principe de Six Million Crucifixions.  Pour lui, les chrétiens doivent accepter que l'enseignement chrétien de mépris à l'égard des Juifs et du judaïsme a préparé le terrain au génocide nazi. Cependant Fisher trouve qu'en dépit de ses bonnes intentions le livre comporte des lacunes car « Wilensky présente ce qui a été dénommé par les chercheurs juifs, une vue larmoyante de l'histoire judéo-chrétienne, accentuant les aspects négatifs et ignorant ou effaçant les aspects positifs de nos rapports bimillénaires ».
Elizabeth Breau note dans le magazine ForeWord que « les écrits de Wilensky sont un rappel lucide et concis qu'il est important de se rappeler à quel point la bigoterie religieuse peut être mortelle. »
Fred Reiss, du San Diego Jewish World, insiste sur la thèse principale du livre qui montre que les sermons et les écrits anti-juifs répétés fréquemment par les intellectuels chrétiens, les théologiens et le clergé en général, pendant une très longue période, ont eu une profonde influence négative sur le fidèle chrétien. Il écrit que « Six Million Crucifixions explique brillamment l'attitude antisémite de l'Église catholique et comment, au fil des siècles, son dénigrement répété du peuple juif, a créé des vagues brutales de colère, qui ont conduit à de nombreux massacres de Juifs dans différentes régions d'Europe ».

## Historique des publications
- (en):  Gabriel Wilensky : Six Million Crucifixions: How Christian Teachings About Jews Paved the Road to the Holocaust; éditeur: QWERTY Publishers; 11 avril 2010; (ASIN B01B98ASEO); 390 page; 1re édition reliée
- (en):  Gabriel Wilensky : Six Million Crucifixions: How Christian Teachings About Jews Paved the Road to the Holocaust; éditeur: QWERTY Publishers; 1er juin 2011;  (ISBN 098433467X et 978-0984334674); 392 pages; édition en livre de poche